# غلاسكو الشرقية (دائرة انتخابية في المملكة المتحدة)
غلاسكو الشرقية (بالإنجليزية: Glasgow East)‏ هي إحدى الدوائر الانتخابية في المملكة المتحدة الممثلة في مجلس العموم في برلمان المملكة المتحدة.
عضو البرلمان الذي يمثلها حالياً هو :Mr David Marshall (Lab).